# Nestima glabra
Nestima glabra är en tvåvingeart som först beskrevs av Meijere 1914.  Nestima glabra ingår i släktet Nestima och familjen skridflugor. Inga underarter finns listade i Catalogue of Life.